# BBC Symphony Orchestra

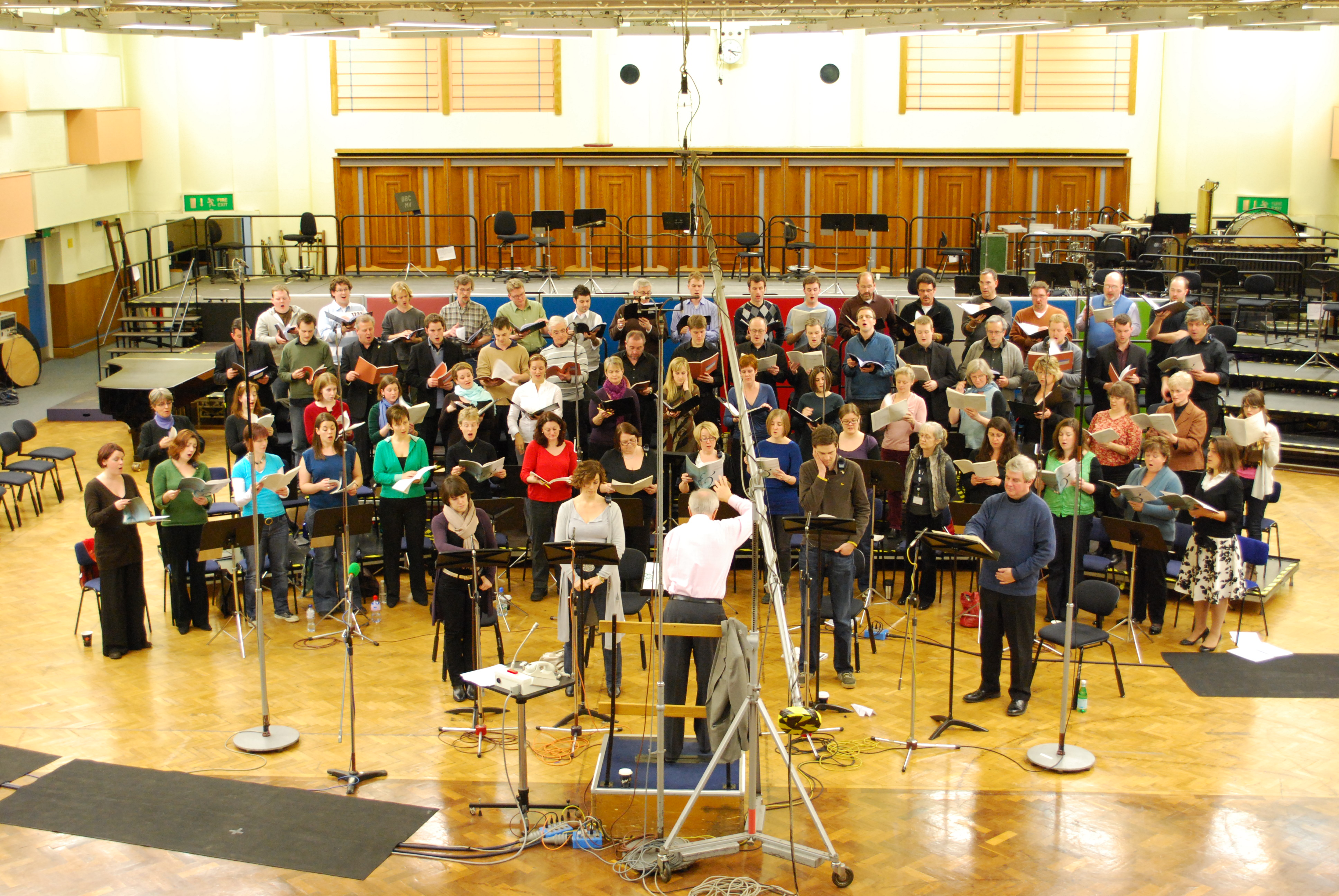
Studio MV1 w Maida Vale Studios, siedziba Orkiestry (tu podczas nagrania chóru BBC Singers)

BBC Symphony Orchestra (Orkiestra Symfoniczna BBC, w skrócie BBC SO) – brytyjska orkiestra symfoniczna, założona w 1930 roku i finansowana ze środków BBC jako jedna z sześciu orkiestr radiowych działających w strukturach tego nadawcy. Jest także uznawana za jedną z sześciu głównych orkiestr Londynu. Jej siedzibą są Maida Vale Studios w centrum brytyjskiej stolicy, gdzie w dedykowanym orkiestrze studiu radiowym może pomieścić się nawet 150 muzyków i 200 osób na widowni.

## Charakterystyka
Podobnie jak w przypadku wszystkich orkiestr BBC, podstawowym zadaniem BBC SO jest nagrywanie występów z myślą o ich emisji na BBC Radio 3, antenie radiowej BBC poświęconej kulturze wysokiej. Dodatkowo orkiestra jest blisko związana z letnim festiwalem The Proms, gdzie daje zwykle ok. dwunastu koncertów w czasie każdej edycji, w tym zawsze występuje podczas wieczorów otwarcia i zamknięcia festiwalu. Regularnie występuje również w centrum sztuki Barbican Centre w Londynie, a także w wielu innych salach koncertowych, w szczególności w środkowej i południowej Anglii, do której jest przypisana w systemie geograficznego podziału kraju między orkiestry BBC. Prowadzi też liczne działania edukacyjne i popularyzatorskie, od edukacji muzycznej dla dzieci i całych rodzin aż po współpracę z czołowymi brytyjskimi uczelniami muzycznymi.

## Ludzie

### Dyrygenci
- Główny dyrygent: Sakari Oramo
- Conducting Chair: Siemion Byczkow
- Dyrygent honorowy: Andrew Davis
- Dyrygent honorowy: Jiří Bělohlávek

### Pozostali
- Koncertmistrz: Stephen Bryant
- Kompozytor stowarzyszony: Brett Dean